# Lil’ Kim
Кімберлі Деніс Джонс (англ. Kimberly Denise Jones; нар. 11 липня 1974 року), відоміша під псевдонімом Lil’ Kim — американська хіп-хоп-виконавиця, композиторка, акторка і модель.

## Біографія

### Дитинство
Кім народилася в Брукліні (район Нью-Йорка). Навчалася в Brooklyn High School разом з відомими реперами Nas і Foxy Brown. Закінчила школу на відмінно. Однак, не продовжила освіту в коледжі чи університеті тому, що вже у 14 років почала музичну кар'єру.
Після того, як її батьки розлучилися, опіка над дітьми була передана її батькові. Кім була неслухняною дитиною, але їй доводилося жити за суворими правилами її батька, через що вони постійно сварилися. Після чергових моральних повчань і рукоприкладства вона втекла з дому..
Кім була змушена жити в квартирах своїх друзів. Цей період життя для неї був одним з найважчих. Але все змінилося, коли вона зустрілася з Крістофером Уолласом, відомішим під псевдонімом The Notorious B. I. G..

### 1994—1999: Junior M. A. F. I. A., Hard Core, популярність і смерть Biggie
Коли Кім працювала продавцем в «Bloomingdale», всі її друзі говорили, що вона могла б читати реп. Саме в цей момент Biggie і допоміг їй почати реп кар'єру, зробивши її членом реп-команди під назвою Junior M. A. F. I. A., яка писалася на лейблі Bad Boy Records.
Талант Кім дав про себе знати на їхньому дебютному синглі «Player's Anthem» і на їхньому дебютному альбомі під назвою «Conspiracy». Крім цього, Кім брала участь в інших проєктах, включаючи появи у Mona Lisa, The Isley Brothers і Total.
У 1996 році Кім випустила свій сольний альбом Hard Core. На ньому були присутні такі репери, як The Notorious B. I. G., Puff Daddy (Diddy), Jermaine Dupri, Jay-Z і Lil' Cease. Альбом дебютував на 3 місці в чарті Billboard 200 і став великим комерційним успіхом. З такими хітами, як Time To Shine і Not Tonight, Кім стала уособлювати сексуальну, вільну жінку та реп-зірку. Тоді ще не така заїжджена тематика вуличних розбірок зі зброєю, машинами і наркотиками вкупі з прикрашеними текстами про секс знайшли свого слухача і залучили ще незвичну до таких пісень публіку. Те, про що зараз багато говорять реперки, такі як Foxy Brown і Nicki Minaj, першою сказала саме Кім.
Багато чого змінилося в житті Кім після того, як світ хіп-хопу був вражений вбивством Біггі 9 березня 1997 року. Для неї це стало тяжким ударом, від якого було дуже важко оговтатися. Але, зціпивши зуби, вона продовжила свій шлях в хіп-хопі.
Після трагічної смерті Біггі Кім взяла перерву в записах власної музики. Однак, вона продовжила роботу над іншими проєктами. 1998 року Кім була одним з виконавців у турі «No Way Out» спільно з Puff Daddy. У цьому ж році вона починає рекламувати такі відомі бренди як Versace, Dior та Dolce & Gabbana. Також вона обійняла посаду головного адміністратора лейблу Queen Bee Records (зараз знаний як IRS Records).
У 1998 році, Кім стала обличчям відомого бренду Versace. Вона стала єдиною реперкою яка коли-небудь рекламувала цей бренд. У 1999 році вона створює власний лейбл «Queen Bee Intertainment» (у 2010 році вона перейменує його в «I. R. S. Records»).

### 2000—2002: The Notorious K. I. M., пік популярності і сварка з Diddy
У грудні 1999 року Кім повідомляє телеканалу MTV, що вона розпочала записувати свій другий студійни альбом. Кім також згадала, що вона хоче попрацювати з такими продюсерами як Puff Daddy, Scott Storch та Rockwilder. Раніше, в 1999 році, Кім намагалася співпрацювати з продюсерами її попереднього альбому, але те, що вони пропонували, їй не сподобалося.
У червні 2000 року вийшов довгоочікуваний альбом The Notorious K. I. M., який багато в чому адресований сумно відомому реперу і близькому другу Кім The Notorious B. I. G. Альбом відразу ж дебютував на 4 місці в чарті Billboard 200 і розійшовся в усьому світі в кількості 3 мільйонів копій. Таким чином, альбом став одним із найпродаваніших реп альбомів того року.
З альбому вийшло 2 сингли. How Many Licks? та No Matter What They Say. Великого успіху в чартах вони не домоглися.
У 2001 виходить сингл-коллаборація Lady Marmalade разом з Крістіною Агілерою, Mya та Пінк. Запис здобув премію Греммі за краще поп виконання дуетом або групою.
Вона стає величезною зіркою. Її музика раз у раз крутиться на радіо, її кліпи постійно ротуються на музичних каналах, у неї беруть величезну кількість інтерв'ю. Тільки за 2001 рік у Кім беруть 20 інтерв'ю, цього не змогла досягти навіть Брітні Спірс, у якої в 2003 році взяли 12 інтерв'ю. Кім стає постійною відвідувачкою усіляких заходів, прийнятих в шоу-бізнесі, і улюбленою мішенню журналістів.
У березні 2002 року Lil' Kim свариться з Diddy (який на той момент був знаний як Puff Daddy) і через місяць йде з лейблу Bad Boy Records на лейбл Atlantic Records. В той самий час Кім записала 2 пісні до саундтреку WWE (World Wrestling Entertainment) які, на жаль, не досягли успіху. Кім закінчує тур Jingle Ballers, який проводила спільно з Junior M. A. F. I. A., Ludacris та Nas.

### 2002—2004: La Bella Mafia, роман з Scott Storch і власна лінія одягу Hollyhood
У квітні 2002 року Кім починає роботу над своїм третім альбомом під назвою La Bella Mafia, що в перекладі з італійського означає «Прекрасна Мафія». Весь альбом витриманий у стилі мафії. Під час запису альбому Кім заводить роман із продюсером Scott Storch. Перед випуском альбому Кім знялася оголеною для журналу Playboy і записала куплет для треку Can't Hold Us Down з альбому Крістіни Агілери «Stripped».
У березні 2003 року Lil' Kim випускає альбом La Bella Mafia. І ось це було вже повернення до того звучання, яке так заворожувало у Hard Core. Над альбомом потрудилося ціле море кращих продюсерів. Альбом одразу ж дебютує на п'ятій позиції в чарті Billboard 200. Сингли Magic Stick і The Jump Off досягли успіху у всьому світі.
У липні цього ж року Кім випускає власну лінію одягу під назвою «Hollyhood» і створює власні прикраси під назвою «Diamond Roses».
У вересні 2003 року, Кім стала обличчям легендарного бренду Dolce & Gabbana.

### 2004—2006: The Naked Truth і звинувачення у неправдивому свідченні
Наприкінці 2004 року Кім розпочинає записувати четвертий студійний альбом «The Naked Truth». На відміну від трьох попередніх альбомів Кім, цей альбом не рясніє продюсерами. На цьому диску їх всього чотири: Scott Storch, J.R. Rotem, Fredwreck та Timbaland.
У липні 2005 року Lil' Kim була вже готова випустити альбом, але тут раптом її звинуватили у неправдивих свідченнях за старою справою в перестрілці 27 лютого 2001 року біля радіостанції Hot 97 і засудили до року перебування у в'язниці (докладніше в розділі «Проблеми з законом»). Все це, плюс половину альбому виклали в інтернеті, та ще й проблеми з бойфрендом змусили Lil' Kim піти у глибокий стрес. Але, попри все це на початку серпня 2005 року Кім повертається в студію, щоб записати, на її думку, відсутній матеріал для альбому.
І ось, 27 вересня 2005 року, за день до ув'язнення Кім у буцигарню, вона нарешті випускає альбом. Альбом став одкровенням для слухачів, оскільки він розкривав багато біографічних даних про Кім, ті дані, які слухачі до виходу альбому не знали. До речі, альбом називається «Гола Правда», що підходить під стиль альбому.
А ось з комерційної точки зору альбом став слабіше попередніх. Альбом дебютував на 6 рядку у Billboard 200. Альбом отримав золоту сертификацію в США.
У 2004 році Кім створила власну марку одягу «Hollyhood» (у 2013 році вона перейменує свій бренд «Iceberg»). Кім рекламувала свій бренд разом з Памелою Андерсон і Періс Гілтон. У цьому ж році вона створила свій бренд прикрас під назвою «Royalty by Lil' Kim». Критикам найбільше сподобалося намисто за 100 тисяч доларів, кільце за 35 тисяч доларів і годинник за 40 тисяч доларів. 2005 року зробила кілька пар взуття для відомого бренду Louis Vuitton. У листопаді 2012 року Кім створила свій власний алкогольний коктейль під назвою «Queen Bee» та молочний коктейль під назвою «Shake It Kim». Ці коктейлі стали дуже популярні у нічних клубах США. У цьому ж році Кім створила свій салон краси «Salon Se Swa».

### 2006—2008: Звільнення з в'язниці, перший мікстейп
28 вересня 2006 року Кім випускають з в'язниці. Ця новина просто сколихнула весь світ. У Кім відразу почали брати безліч інтерв'ю, її відео-кліпи стали активніше ротуватися на музичних каналах і в січні 2007 року Кім повідомляє журналу Billboard, що її альбом вийде в другій половині 2007 року.

У жовтні 2006 року Кім розриває контракт з Atlantic Records, через те, що у її альбому, The Naked Truth, були слабкі продажі порівняно з її попередніми альбомами. Сама Кім прокоментувала це так:

Я навіть до пуття нічого не встигла зрозуміти. Я просто прийшла в офіс до Крейгу Каллмэну (це співвласник Atlantic Records), на наступний день після виходу з в'язниці, і він сказав мені щоб я збирала свої речі і йшла з лейблу. Мені було дуже прикро. Адже я так звикла до людей, які мене оточували. Це моя менеджер Гілларі Вестон, це мої асистенти Ла-Ла і Нейт, це мій менеджер по рекламі Гордон Шантей, це моя менеджер з медіа Трейсі Нельсон, це моя стилістка Криматон Колл, це мій режисер відео-кліпів Кірк Фрэйзэр і ще дуже багато людей які оточували мене всі ці роки. Вони дуже хороші хлопці. Я не хочу їх втрачати. Я чудово знаю, що якщо я піду вони всі залишаться без роботи. Але я змушена піти.

У 2008 виходить перший мікстейп Кім Ms. G. O. A. T. (Greatest of All Times)

### 2009—2010: Перерва в кар'єрі, Winterbeatz Australia Tour
Кім вирішила зробити перерву в кар'єрі тому що вона відчувала себе втомленою, виснаженою, знервовоною і агресивною. У березні 2009 року виходить сингл Download, виконаний спільно з співаками T-Pain і Charlie Wilson. Сингл провалився комерційно, не потрапив в Billboard Hot 100.
У грудні 2009 року, Кім випустила ще один сингл, «Hey Hoe», виконаний спільно з репером Ludacris.

### 2010—2011: Black Friday, Війна з Нікі Мінаж
У 2010 році Кім перейменовує свою марку одягу з Hollyhood на Iceberg
У листопаді 2010 року починається війна з Нікі Мінаж. Війна сталася тому, що Ніки ображала Кім на треках Did It On 'Em та Roman's Revenge. На Did It On 'Em Ніки назвала її «впавшою зіркою» і «пенсіонеркою». Своєю чергою Кім образила Нікі на треках Black Friday та Pissin' On Em.
14 лютого, 2011 року (День святого Валентина) виходить її мікстейп Black Friday. На обкладинці альбому зображена Кім, одягнена в самурайський одяг і відрізає голову Нікі Мінаж.
У листопаді 2011 року Кім випускає два сингли I Am Not The One та Keys To The City виконаний з одним Кім і репером Young Jeezy.

### 2012— дотепер: Сьомий студійний альбом
З березня по червень 2013 Кім проводить тур Return Of The Queen Tour. Цей тур пройшов тільки в США.
У листопаді 2012 року, Кім заявила, що вона почала записувати свій сьомий студійний альбом, який вона вирішила назвати «Hard Core: All Hail The Queen».
На початку 2013 року Кім перейменовує свою марку одягу з «Hollyhood» на «Iceberg». Тепер марка спеціалізується на дорогий одяг, а не на вуличній.
19 червня виходить мікстейп нового артиста Кім, Tiffany Foxx під назвою «Yellow Tape».
6 липня Кім виступає на BET Rip The Runway, презентуючи свій новий одяг. Для цього Кім спеціально записала сингл під назвою «If You Love Me». Він вийшов 11 липня.
6 липня Кім випускає сингл під назвою "Love Song. Разом з цим треком, Кім виклала на Last.FM ще чотири треки, One Hundred (спільно з Diddy), Looks Like Money, Whuteva і Conceited.

## Ворожнеча з іншими артистами

### Ворожнеча з Foxy Brown
З дитинства, Кім дружила з реперкою Foxy Brown. Вони розважалися разом і розмовляли одна з одною до шостої ранку. Але потім Кім стала продюсувати Diddy, а Фоксі стала продюсувати Jay-Z.
Вони все ж залишалися друзями. З'являлися разом на обкладинках журналів, знімалися разом у відеокліпах і таке інше.
Затряслася їх дружба тоді, коли вийшли їхні дебютні альбоми. На обкладинці альбому Фоксі під назвою «Ill Na Na», вона у тому же одязі що й Кім на своєму дебюті «Hard Core».
У 1997 році Кім і Фоксі повинні були записати спільний альбом під назвою «Thelma & Louise». Але, сварка цих двох реперок завадила закінчити цей альбом.
У липні 1998 року було скоєно напад на Фоксі. І Кім була першою хто подзвонив їй. Це полегшило їхню сварку. Але вже в березні 1999 року вони знову посварилися. Це тому що на синглі репера і друга Кім Lil' Cease «Play Around» в кінці куплета Кім, Diddy вимовляє «Stop sounding like Lil' Kim, bitch Foxy» що в перекладі з англійської означає «перестань звучати як Кім, сучка Фоксі». Після цього на багатьох плакатах у США було написано «Чому Foxy Brown звучить майже як Lil' Kim?».
Після цього Кім і Фоксі стали ворогами назавжди.
Це офіційна версія того, що відбувається. Ходять чутки, що насправді вся війна пов'язана із званням «Королева Хіп-Хопу». Позаяк Фоксі і Ким були найпомітнішими жінками, які виконували хіп-хоп того часу.

### Ворожнеча з Shyne
Коли Shyne дебютував на прикінці 90-х, його одразу почали порівнювати з Notorious B.I.G. зважаючи на деяку подібність їх вокалів. У той час Кім була у відносинах з B.I.G. На своєму альбомі Notorious K. I. M. вона задиссила Shyne в одному з треків.

### Ворожнеча з Нікі Мінаж
Ворожнеча між Кім та Нікі Мінаж почалася після того, як музичні критики почали відзначати що Нікі Мінаж копіює стиль Кім. Ніки вважала, що так висловилася Кім. І та почала ворожнечу з нею. Мінаж обліплює образами Кім на синглах Did It On'Em та Roman's Revenge. Своєю чергою Кім присвячує весь свій мікстейп Black Friday.

## Пластичні операції
У 2006 році Кім вперше зробила пластичну операцію для того, щоб відновити свій вигляд після року перебування у в'язниці. Кім ще робила близько 10 пластичних операцій. Остання з них, проведена в червні 2013 року, стала найвдалішою і Кім майже вдалося відновити своє справжнє обличчя, яке у неї було до того як вона зробила свою першу операцію.

## Проблеми з законом
У 2005 році Lil' Kim було засуджено на один рік перебування у в'язниці. Відбулося це тому що Кім брала участь в перестрілці з реперами D-Roc і DJ Clue.
За три місяці до звільнення було знято реаліті-шоу під назвою «Lil' Kim: Countdown To Lockdown». Співачка Дебора Харрі випустила сингл під назвою «Dirty & Deep». Ця пісня стала заголовною піснею шоу.

## Особисте життя
Приблизно з 1994 року перебувала в стосунках з репером Notorious B.I.G до його смерті в 1997.
З 2012 року Lil' Kim перебуває у фактичному шлюбі з репером Mr. Papers. У пари є дочка — Ройал Рейн (нар.09.06.2014).

## Музика і стиль
Кім відома своєю професійною читкою і відвертими текстами. Вона володіє агресивною, чіткою, а в чомусь навіть жорстокою читкою. У своїх текстах вона зачіпає політичні і соціальні проблеми. Крім цього читає про любов, секс, тусовки і своє життя.

## Дискографія

### Студійні Альбоми
| Назва                  | Деталі                                                                                | Пікові позиції в чартах | Пікові позиції в чартах | Пікові позиції в чартах | Пікові позиції в чартах | Пікові позиції в чартах | Пікові позиції в чартах | Пікові позиції в чартах | Пікові позиції в чартах | Сертифікації                    | Продажу                                                |
| Назва                  | Деталі                                                                                | US                      | US R&B                  | FRA                     | GER                     | JPN                     | NL                      | SWI                     | UK                      | Сертифікації                    | Продажу                                                |
| ---------------------- | ------------------------------------------------------------------------------------- | ----------------------- | ----------------------- | ----------------------- | ----------------------- | ----------------------- | ----------------------- | ----------------------- | ----------------------- | ------------------------------- | ------------------------------------------------------ |
| Hard Core              | - Released: November 12, 1996 - Label: Big Beat, Atlantic - Formats: cassette, CD, LP | 11                      | 3                       | —                       | —                       | —                       | —                       | —                       | 116                     | - US: 2x Платиновий             | - US: 2,000,000 (на 2007)                              |
| The Notorious K. I. M. | - Released: June 27, 2000 - Label: Atlantic - Formats: cassette, CD, LP               | 4                       | 1                       | 70                      | 76                      | —                       | 85                      | 100                     | 67                      | - US: Платиновий - CAN: Золотий | - US: 1,416,000 (на 2007) - World: 3,230,000 (на 2007) |
| La Bella Mafia         | - Released: March 4, 2003 - Label: Atlantic - Formats: CD, cassette, LP               | 5                       | 4                       | 105                     | 82                      | 33                      | —                       | 81                      | 80                      | - US: Платиновий                | - US: 1,100,000 (на 2007) - World: 2,020,050 (на 2007) |
| The Naked Truth        | - Released: September 27, 2005 - Label: Atlantic - Formats: CD, LP, digital download  | 6                       | 3                       | —                       | —                       | 46                      | —                       | —                       | —                       | - US: Золотий                   | - US: 500,000 (на 2014)                                |

### Колаборації
| Назва      | Деталі                                                                          | Пікові позиції в чартах | Пікові позиції в чартах | Пікові позиції в чартах | Сертифікації |
| Назва      | Деталі                                                                          | US                      | US R&B                  | CAN                     | Сертифікації |
| ---------- | ------------------------------------------------------------------------------- | ----------------------- | ----------------------- | ----------------------- | ------------ |
| Conspiracy | - Released: August 29, 1995 - Label: Big Beat, Atlantic - Formats: cassette, CD | 8                       | 2                       | 64                      | - US Gold    |

### Мікстейп
| Назва           | Деталі                                                                        |
| --------------- | ----------------------------------------------------------------------------- |
| Ms. G. O. A. T. | - Released: June 3, 2008 - Label: Money Maker - Formats: CD, digital download |
| Black Friday    | - Released: February 14, 2011 - Label: IRS - Formats: CD via PayPal           |
| Hard Core 2k14  | - Released: September 11, 2014 - Label: IRS - Formats: digital download       |

## Тури

### Сольно
- The Notorious K. I. M. Tour (2000)
- 2010 Tour (2010)
- Return of the Queen Tour (2012)
- Hardcore Mixtape Tour (2014)

### Спільно
- No Way Out Tour (з Puff Daddy & The Family) (1997—1998)
- Winterbeatz Australia (з Fabolous, Mario, 50 Cent and G-Unit) (2011)

## Фільмографія

### Фільми
| Рік  | Фільм                                         | Роль              |
| ---- | --------------------------------------------- | ----------------- |
| 1997 | Gangstresses                                  | Себе              |
| 1999 | Це все вона                                   | Алекс             |
| 2000 | Воля випадку                                  | Себе              |
| 2001 | Зразковий самець                              | Себе              |
| 2002 | Juwanna Mann                                  | Тіна Паркер       |
| 2003 | Those Who Walk in Darkness                    | Soledad O Roark   |
| 2003 | Gang of Roses                                 | Chastity          |
| 2004 | Nora's Hair Salon                             | Себе              |
| 2004 | Танці вулиць                                  | Себе              |
| 2005 | Lil' Pimp                                     | Sweet Chiffon     |
| 2005 | There's a God on the Mic                      | Себе              |
| 2007 | Life After Death: The Movie — Ten Years Later | Себе              |
| 2008 | Супергеройське кіно                           | Xavier's daughter |

### Відео-ігри
| Рік  | Назва                 | Роль | Примітки |
| ---- | --------------------- | ---- | -------- |
| 2004 | Def Jam: Fight for NY | Себе | Озвучка  |

### Телебачення
| Рік  | Фільм                                                    | Роль                                       | Епізод                                          |
| ---- | -------------------------------------------------------- | ------------------------------------------ | ----------------------------------------------- |
| 1999 | V. I. P.                                                 | Freedom Fighter                            | Mao Better Blues                                |
| 1999 | FANatic                                                  | Себе                                       |                                                 |
| 2001 | DAG                                                      | Gina Marie                                 | Guns and Roses                                  |
| 2001 | Moesha                                                   | Diamond                                    | Paying the Piper                                |
| 2001 | Making the Video                                         | Себе                                       | Lady Marmalade                                  |
| 2001 | The Parkers                                              | Себе                                       | Take the Cookies and Run                        |
| 2003 | American Dreams                                          | Shirley Ellis                              | Another Saturday Night                          |
| 2003 | Ride with Funkmaster Flex                                | Себе                                       | The Jump-off with Eminem                        |
| 2003 | MOBO Awards 2003                                         | Host                                       | TV special                                      |
| 2004 | Fuse Full Frontal Hip-Hop                                | Host                                       | TV special                                      |
| 2004 | The Apprentice                                           | Себе                                       | Crimes of Fashion                               |
| 2005 | The Apprentice                                           | Себе                                       | Bling It On                                     |
| 2006 | Lil' Kim: Countdown to Lockdown                          | Себе                                       |                                                 |
| 2007 | The Game                                                 | Себе                                       | Media Blitz                                     |
| 2007 | Boulevard of Broken Dreams                               | Себе                                       |                                                 |
| 2007 | The Pussycat Dolls Present: The Search for the Next Doll | Judge                                      |                                                 |
| 2008 | Pussycat Dolls Present: Girlicious                       | Judge                                      |                                                 |
| 2009 | Dancing with the Stars                                   | Contestant                                 |                                                 |
| 2009 | Paris hilton's My New BFF                                | Guest judge                                | Have My Back                                    |
| 2012 | In Pregnant Heels                                        | Herself                                    | Rosie's Relationship Retreat                    |
| 2014 | Celebrities Undercover                                   | Jamilla                                    |                                                 |
| 2014 | David Tutera's CELEBrations                              | Client                                     | Queen b's Baby Bash                             |
| 2014 | BET 2014 Soul Train Awards                               | Себе (разом з Міссі Елліотт і Da Brat)     | 27th Annual Soul Train Awards                   |
| 2015 | Dancing with the Stars                                   | Себе (разом з Петті Лабелль і Ембер Райлі) | Dancing with the Stars 10th Anniversary Special |